# Bazoches
Bazoches – miejscowość i gmina we Francji, w regionie Burgundia-Franche-Comté, w departamencie Nièvre.
Według danych na rok 1990 gminę zamieszkiwały 223 osoby, a gęstość zaludnienia wynosiła 15 osób/km² (wśród 2044 gmin Burgundii Bazoches plasuje się na 689. miejscu pod względem liczby ludności, natomiast pod względem powierzchni na miejscu 651.).